# St. Johannes der Täufer (Obergeislbach)

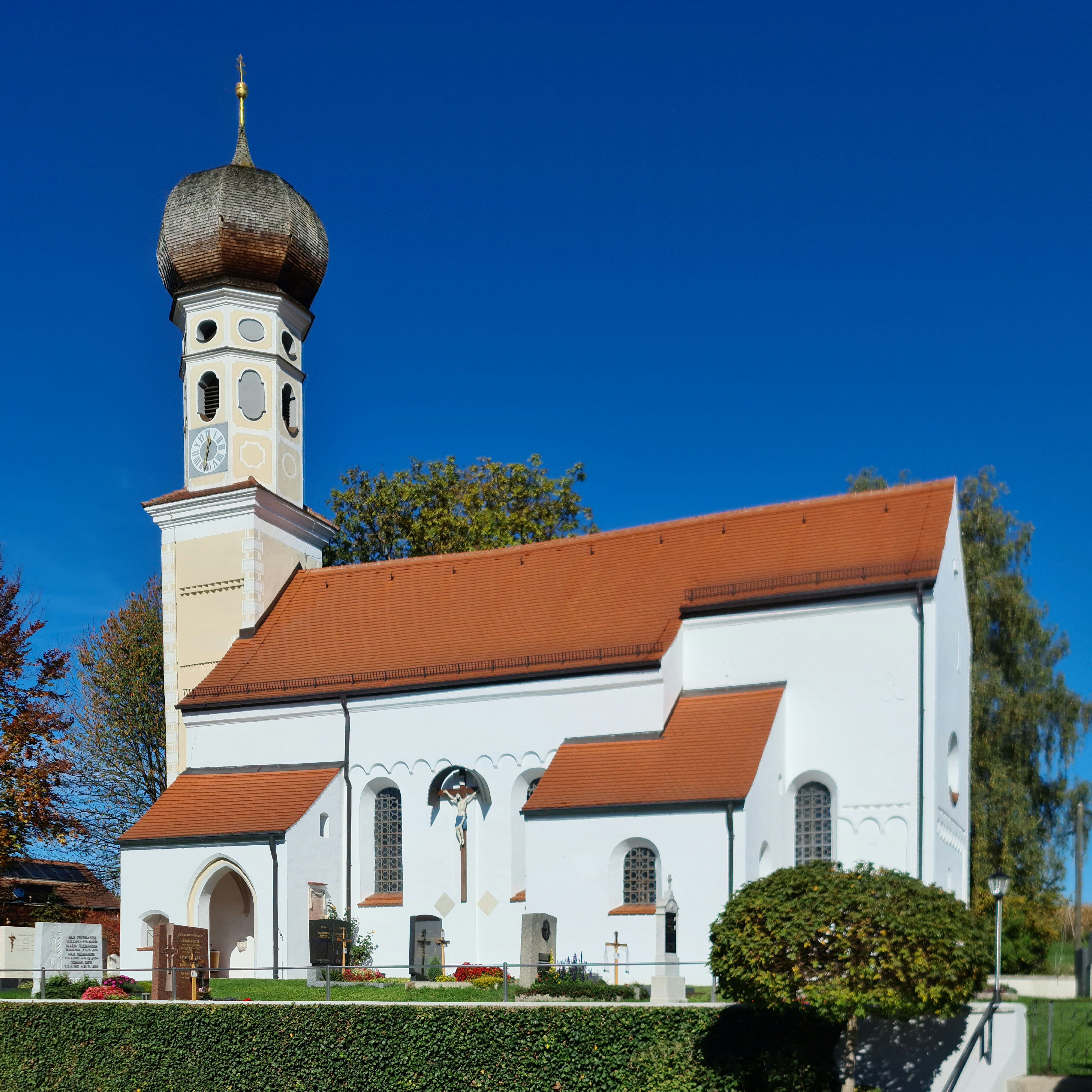
St. Johannes der Täufer in Obergeislbach

Hochaltar

Die römisch-katholische Filialkirche St. Johannes der Täufer steht in Obergeislbach, einem Gemeindeteil von Lengdorf im oberbayerischen Landkreis Erding. Sie ist in der Liste der Baudenkmäler in Lengdorf unter der Nummer=D-1-77-127-13 eingetragen. Die Kirche gehört zum Dekanat Erding im Erzbistum München und Freising.

## Beschreibung
Die im Wesentlichen erhaltene romanische Saalkirche wurde im 12./13. Jahrhundert erbaut und in spätgotischer Zeit erhöht. Sie besteht aus dem Langhaus, dem eingezogenen Chor im Osten, dem Kirchturm im Westen, der Sakristei und einem Vorbau an der Südwand des Langhauses. Die unteren Geschosse des Kirchturms auf quadratischem Grundriss sind romanisch. Der Turm erhielt um 1700 seine achteckigen barocken Obergeschosse, in denen Glockenstuhl und Turmuhr eingebaut sind. Er ist mit einer Zwiebelhaube bedeckt. An drei Seiten des Kirchbaus haben sich die romanischen Bogenfriese erhalten. 
Der Innenraum des Langhauses ist mit einem Stichkappengewölbe überspannt, der des Chors mit einem Netzgewölbe. Die drei um 1760 gebauten Altäre werden Matthias Fackler zugeschrieben. Der Hochaltar wird von den Skulpturen des Johannes des Täufers und des Evangelisten Johannes flankiert, die von Christian Jorhan dem Älteren stammen. Im zentralen Gemälde des Altars ist Maria mit dem Jesuskind über dem Dorf dargestellt, umgeben von Engeln, neben ihr links der Hl. Leonhard und rechts der Hl. Sylvester. Oben im Bild schweben Gottvater und in Gestalt der Taube der Heilige Geist. Im Auszug ist eine Skulptur des Hl. Josef. Die beiden Seitenaltäre sind der Anbetung der Hl. Drei Könige (links) und dem Hl. Leonhard (rechts) gewidmet.

## Orgel

Orgel

Die ursprüngliche Orgel für die Kirche, erbaut 1839 von Martin Lautenhammer aus München besaß nur drei Register. Daher wurde die freiwerdende Orgel, erbaut 1770 für St. Erhard in Walpertskirchen mit ursprünglich sechs Registern auf einem Manual und Pedal 1871 durch Max Maerz hierher transferiert. Dabei wurde das Instrument erweitert und umgebaut. Der Rokokoprospekt wurde mit neugotischen Zutaten versehen. Die Disposition lautet seither:
| Manual C,D,E,F,G,A–c3 |       |
| Copel                 | 8′    |
| Gamba                 | 8′    |
| Principal             | 4′    |
| Flöte                 | 4′    |
| Quinte                | 2 ⁄3′ |
| Octave                | 2′    |

| Pedal C,D,E,F,G,A–a |     |
| Subbaß              | 16′ |